# Cursa del Bassiero
La Cursa del Bassiero és una cursa d'esquí de muntanya per equips que se celebra cada hivern als voltants del pic de Bassiero (Pallars Sobirà), organitzada per la Unió Excursionista de Catalunya de Barcelona. La Cursa del Bassiero forma part del calendari de curses de la Federació d'Entitats Excursionistes de Catalunya (FEEC), essent una de les cinc proves puntuables per la Copa Catalana d'Esquí de Muntanya per Equips organitzada per la institució excursionista anualment. Tots els elements de la competició es regeixen pel reglament que estipula la FEEC.
Amb un format de gran travessa amb esquís, la Cursa del Bassiero és de les poques competicions que encara queden a Catalunya oferint un recorregut alpí de gran format, en un sol dia, sobre la base dels valors que acompanyen la pràctica de l'alpinisme (companyonia, respecte a la natura, solidaritat, estima pel territori...), amb un evident esperit competitiu compaginat amb un abast popular i participatiu.
La cursa transcorre en un paratge incomparable, el Parc Nacional d'Aigüestortes i Estany de Sant Maurici i els seus voltants, oferint cada any un nou recorregut a l'entorn del pic de Bassiero, amb sortida i arribada a l'àrea de La Peülla de l'estació d'esquí alpí Baqueira-Beret, molt a prop del santuari de Mare de Déu de les Ares, al bell mig del Port de la Bonaigua.
El centre neuràlgic de la cursa se situa al poble d'Esterri d'Àneu (Pallars Sobirà), on s'hi desenvolupen les diferents activitats relacionades amb la cursa (inscripcions, conferències, entrega de premis, ...).

## Història
L'any 1965 un grup de joves de la Secció d'Alta Muntanya i Escalada (SAME) de la UEC de Barcelona va iniciar un projecte ambiciós: l'organització de la primera Travessa amb Esquís Núria-Setcases. La cita va tenir lloc el 21 de febrer de 1965. Aquell any, 24 corredors dividits en 12 equips van participar en una cursa amb una molt bona acollida. L'èxit d'aquella primera edició va servir per donar una empenta a l'entitat i per seguir organitzant la cursa any rere any fins a convertir-la en un estendard de la UEC de Barcelona.
L'escassetat de neu al Pirineu Oriental i la intenció d'adaptar-se a les necessitats dels nombrosos practicants de l'esquí de muntanya van provocar que l'any 1987 la Travessa fes el salt de la Vall de Núria a la Vall de Gerber, als voltants del pic de Bassiero. Des d'aleshores i fins als nostres dies, la Cursa del Bassiero s'ha seguit organitzant als imponents paratges del Parc Nacional d'Aigüestortes i Estany de Sant Maurici.
L'edició de 2014 va servir per celebrar el 50è aniversari de la cursa. Rebatejat amb el nom de Bassiero 5014, tot un esdeveniment que va fer elevar la participació en xifres fins aleshores mai vistes a la cursa.
El cap de setmana 15 i 16 de març de 2014 va ser la data històrica. Esterri d'Àneu es va convertir en un punt neuràlgic de l'esquí de muntanya a casa nostra. Una sala de plens de l'Ajuntament plena a vessar va acollir la VI Jornada Tècnica UEC sobre l'evolució de l'esquí de muntanya a Catalunya, essent el tret de sortida d'un gran cap de setmana de celebració. L'endemà, 159 corredors i corredores van poder gaudir d'un traçat ambiciós sota un sol radiant, acabant la jornada amb el tradicional dinar, entrega de premis i la bufada d'espelmes dels 50 anys.
Aquesta 50a edició de la cursa va ser també el Campionat de Catalunya d'Esquí de Muntanya 2014.

## Organització
La Cursa del Bassiero l'organitza la Unió Excursionista de Catalunya (UEC) de Barcelona.
La Unió Excursionista de Catalunya de Barcelona és una entitat centenària, dedicada al foment de l'activitat de muntanya en totes les seves vessants, tant esportives, culturals, com de lleure. Al llarg de l'any realitza de forma continuada tot tipus d'activitats alpinístiques i culturals a partir de les diferents seccions de les que es compon l'entitat.